# Blutwurststrudel
Der Blutwurststrudel ist ein deftiges Strudel-Gericht, welches aus einem Kartoffelmehlteig besteht, der mit Blutwurst und diversen anderen Zutaten wie z. B. Wirsingkohl, Weißkraut oder Zwiebeln gefüllt wird. Im klassischen Wachsenburger Blutwurststrudel ist außerdem Bauchspeck und Sauerkraut enthalten. An Stelle des Kartoffelmehlteiges kann auch handelsüblicher Fertig-Strudelteig („Strudelblätter“), Blätterteig, Filoteig oder Quarkteig (österr. Topfenteig) verwendet werden.
Der Ursprung des Blutwurststrudels ist nicht ganz geklärt, er wird heute in der Pfalz, im Saarland und in Österreich (unter dem Namen „Blunzenstrudel“) als kulinarische Spezialität serviert. Neue Bekanntheit erhält der Blutwurststrudel durch das „Comeback der deutschen Küche“ und der Zuwendung der „gehobenen Küche […] zum Regionalen“, in dessen Zuge unter anderem auch „Blutwurststrudel mit Linsen und Kartoffelschaum“ serviert wird.